# Vin de grenade

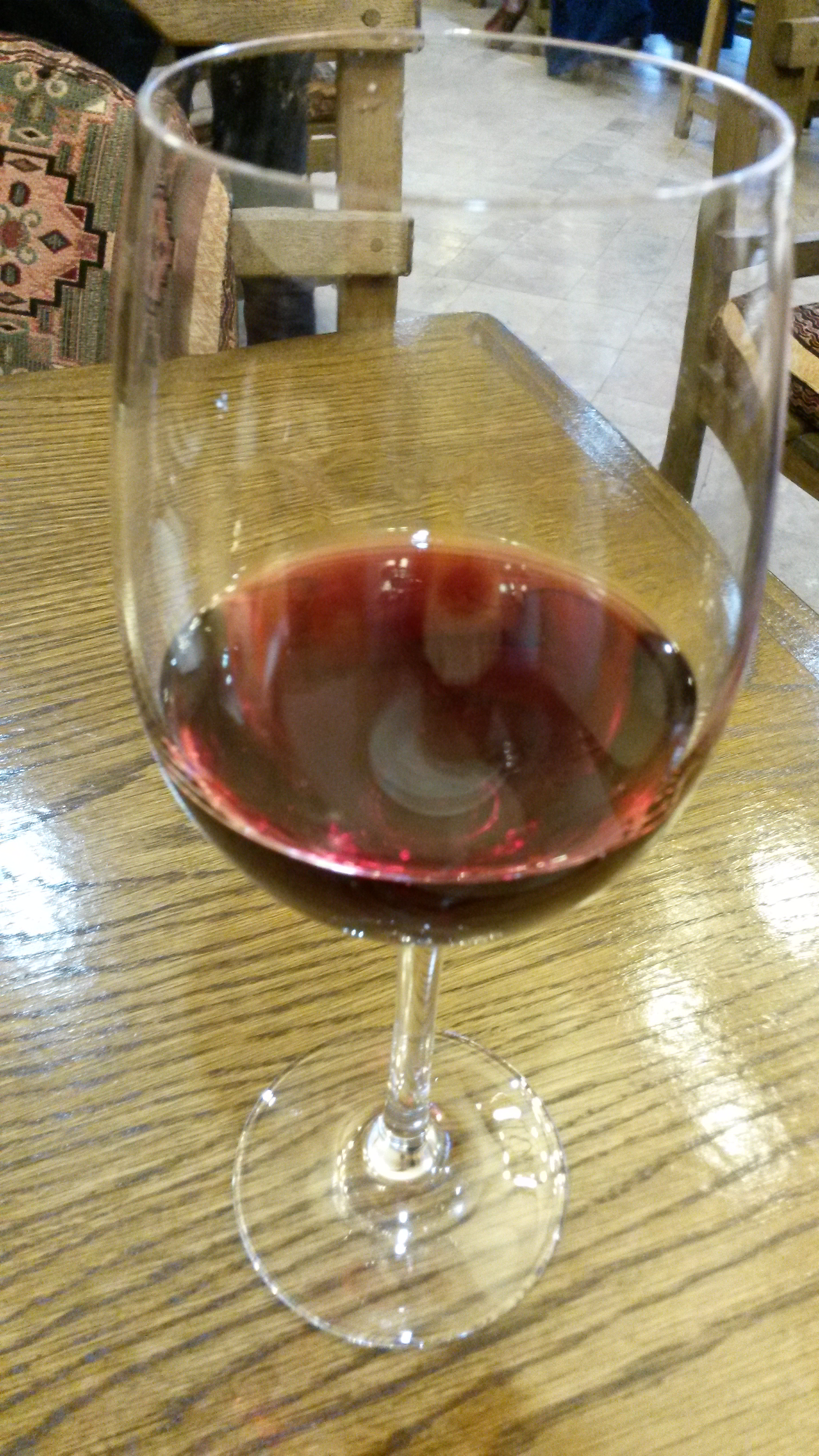
Vin de grenade d'Arménie.

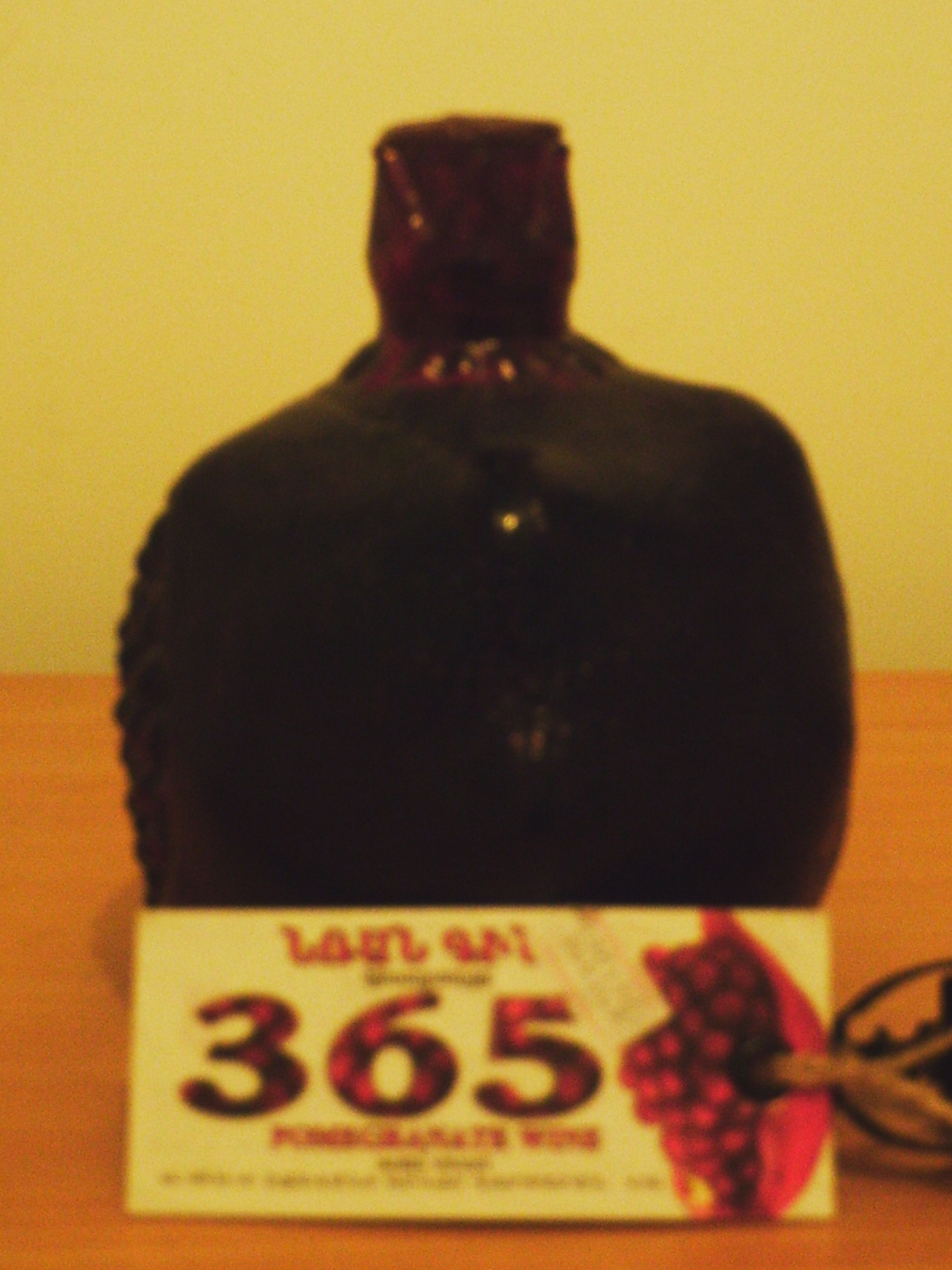
Vin de grenade fabriqué en Arménie.

Le vin de grenade désigne diverses boissons à base de grenade (Punica granatum) : le vin proprement dit issu de la fermentation du jus de grenade, des macérations de parties de grenade dans du vin, un concentré au 2/3 de jus de grenade employé en médecine ancienne.
Des vins de grenade plats ou champagnisés sont commercialisés traditionnellement dans le Caucase (en Russie, en Arménie, en Géorgie et en Azerbaïdjan), et de nos jours en Australie, Californie, Chine, Israël, parfois sous forme d'assemblage vin de raisin/vin de grenade.
Le vin de grenade ne doit pas être confondu avec le ratafia de grenade (de jus de grenade mélangé à de l'eau-de-vie sucrée), ni avec les vins de raisin produits à Grenade (Andalousie) ou à Grenade (France) sous l’appellation Comté Tolosan. De même on traduit parfois en anglais narsharab (concentré de jus de grenade) par vin de grenade, ce qui est un contresens puisqu'il ne contient pas d'alcool.

## Histoire
On suppose que la production de vin de grenade a commencé dès le chalcolithique (4 000 ans avant notre ère) en Arménie. Le vin de grenade est attesté en Mésopotamie, en Palestine. Le Cantique des Cantiques mentionne le vin de grenade.
En Égypte antique, nombreuses sont les petites bouteilles en forme de grenade à compter de la Deuxième Période intermédiaire (XVIIe siècle avant notre ère). Longtemps assimilé au shedeh égyptien (vin résultant de la fermentation d'un moût concentré - defrutum chez les latins - le vin cuit des français), le vin de grenade semble avoir été un vin de fruit, sucré et alcoolisé, relativement rare et réservé à des usages particuliers (médecine, embaumement, boisson enivrante, antiseptique...). L'étude exhaustive publiée par Pierre Tallet en 1995 sur le sujet reste le texte de référence. En 2005, une analyse de résidu d'amphore du pharaon Toutânkhamon ayant contenu du shedeh, révèle qu'il est produit avec du raisin rouge.
Doiscoride l'utilise comme médicament. Au XIIIe siècle, dans son Récit de ses journées en Perse, Xiyou lu (西遊錄, xīyóu lù, « mémoire du voyage en occident », parfois retranscrit en « Si Yu Lu »), Yelü Ch'ucai mentionne une excellente boisson faite des grenades douce-acides pressées de Khojand. Au XVIIe siècle, le médecin Giovanni Da Vigo, utilise fréquemment le vin de grenade dans ses décoctions, tandis que Philibert Guybert donne une recette de vin de grenade et de raisin noir « de fort bon goût ». Par la suite il n'est plus mentionné.

## Époque actuelle
La Chine est un producteur significatif, le meilleur vin de grenade est celui de la région de Hotan, dans le Xinjiang, Les encyclopédies chinoises en ligne donnent des pages complètes sur la production et les vertus du vin de grenade (石榴酒, [shí liú jiǔ] ), en notant le problème de la stabilité de la couleur du vin, souvent trop peu acide[réf. nécessaire].
La production de ce vin est moins facile que celle de vin de raisin : maturité hétérogène des fruits, extraction des arilles, niveau de sucre, récolte tardive du fruit. Le degré d'alcool est en général plus faible que celui du vin de raisin, 12° est imposé aux vins chinois, le vin californien les atteint à peine. La connaissance de la fermentation du jus de grenade progresse et laisse espérer des améliorations prochaines. Une publication espagnole (2011) envisage positivement la possibilité de produire du vin de grenade avec les fruits sous-utilisés.
Ce vin, comme sa lie, sont riches en composés phénoliques anti-oxydants, davantage que le vin rouge, il a été montré que ses effets protecteurs sont supérieurs à ceux du vin rouge et ses matières actives nettement différentes de celle du jus de grenade.